# Plosokandang
Plosokandang is een bestuurslaag in het regentschap Tulungagung van de provincie Oost-Java, Indonesië. Plosokandang telt 7672 inwoners (volkstelling 2010).